# HS2000半自動手槍
HS2000（意為「克羅地亞製手槍」），又稱為XD（英語：X-treme Duty，意為「極限使命」）是一系列由克罗地亚卡爾洛瓦茨的槍械製造商HS Produkt工廠（前稱：I.M.金屬工廠，目前亦生產VHS突擊步槍）所設計和生產、聚合物底把和擊鐵發射式半自動手槍，可以發射多種不同的手槍子彈。而該槍的另一稱呼，春田XD（英語：Springfield Armory XD）、春田XDM（英語：Springfield Armory XDM）和春田XD-S（英語：Springfield Armory XD-S）就是HS Produkt工廠授權春田公司生產以後，春田公司在美国商業市場上出售的名稱。

## 歷史
HS2000的歷史可追溯到1991年被稱為PHP（意為：第一把克羅地亞製手槍）的制式手槍，這是第一次由克罗地亚的私有的工業零件公司：I.M.金屬工廠（現在名為HS Produkt）製造的手槍。由馬爾科·武科維奇領導的設計團隊，想將PHP設計成為一把設計堅固的手槍，但由於在克羅埃西亞戰爭期間，大部份的製造業都受到影響，質量是早期產品之中最大困擾的問題。武科維奇的設計團隊在接下來十年之間一直吸取經驗並且繼續調整和改進設計，並且在1995年推出HS95手槍，1999年再推出HS2000半自動手槍。
HS2000被克羅地亞軍隊和執法機關選中並且作為制式佩槍，一直到現在仍然如此。該槍最初由分析中心（INTRAC）協助出口到美国市場以及由HSAmerica銷售一種和HS2000一樣的9×19毫米口徑手槍。
2002年，春田公司通過協商取得了美國市場的特許生產權，並且將其改名稱為XD-9（英語：X-treme Duty-9，意為：極限使命—9×19毫米口徑）。後來，春田公司擴大了生產線，並且分為9種不同型號（分別是XD的制式型、開孔型V-10、戰術型、緊湊型和袖珍型以及XDM的4.5、3.8、3.8緊湊型和5.25競賽型），當中包括3種不同的口徑、5種不同的子彈（分別是9×19毫米、.357 SIG、.40 S&W、.45 GAP以及.45 ACP）、7種不同長度的槍管（分別是3英吋、4英吋、5英吋、4英吋連馬格那孔、4.5英吋、3.8英吋以及5.25英吋）以及4種不同的表面處理（分別是黑色、黑色連不鏽鋼套筒、橄欖色底把以及最新的沙色底把）。而春田公司推出的XD-45，更同時被該年度美國槍手杂志和卓越射擊工業學院（英語：The Shooting Industry Academy of Excellence）頒發了年度最佳手槍（英語：Handgun of the Year）獎。後來，XDM系列手槍於2009年推出後再次奪得年度最佳手槍獎。
2014年11月，春田公司推出了XD Mod. 2，將他們的XD產品線增加至33種。

## 設計細節

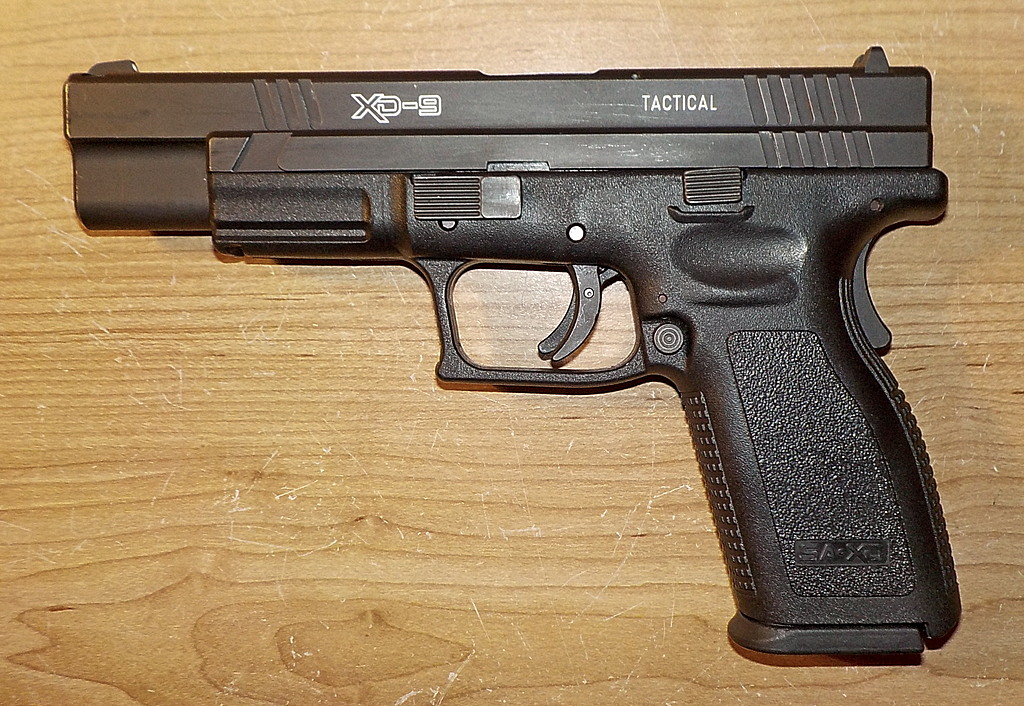
春田XD-9戰術型手槍

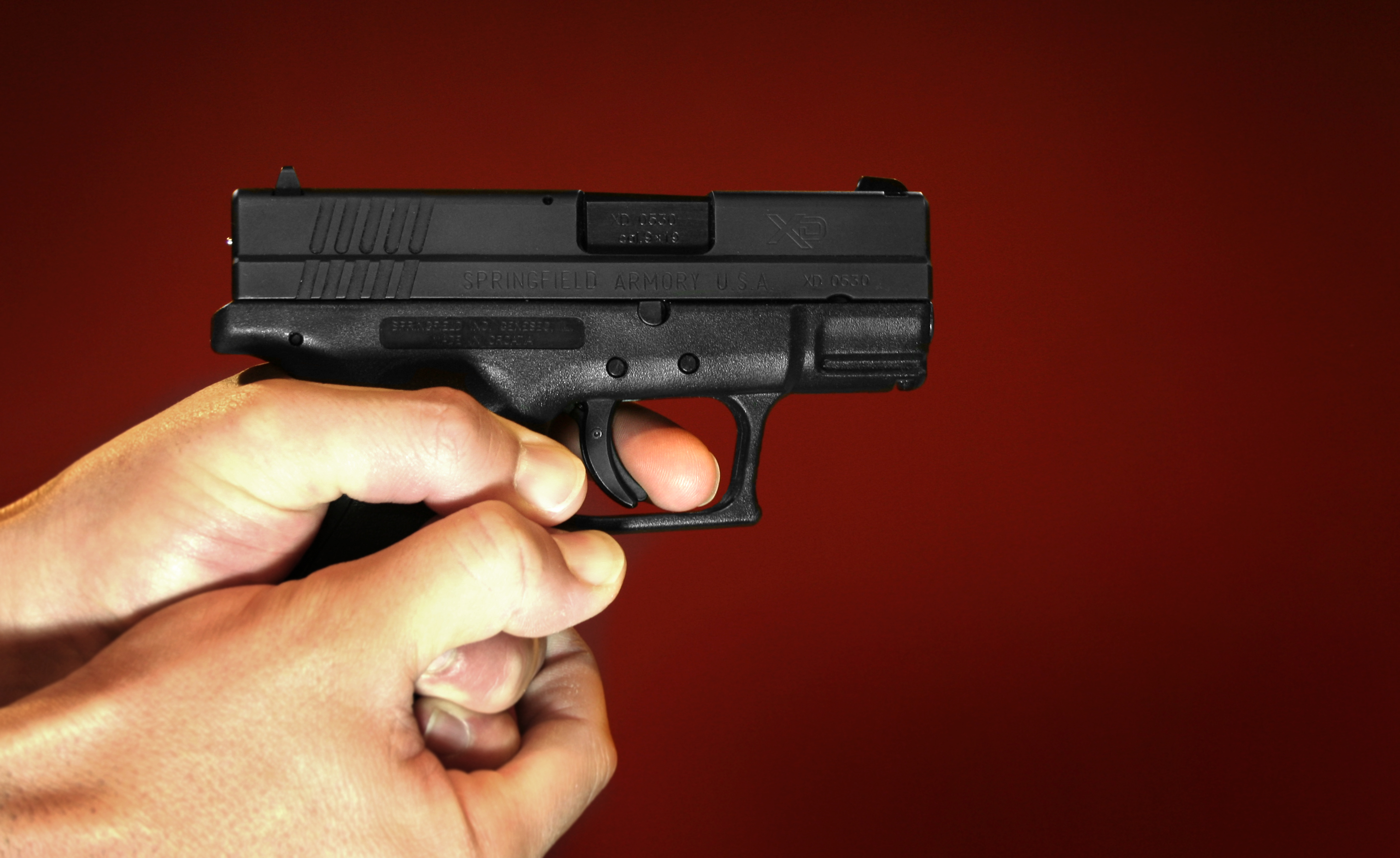
正準備發射的春田XD袖珍型手槍

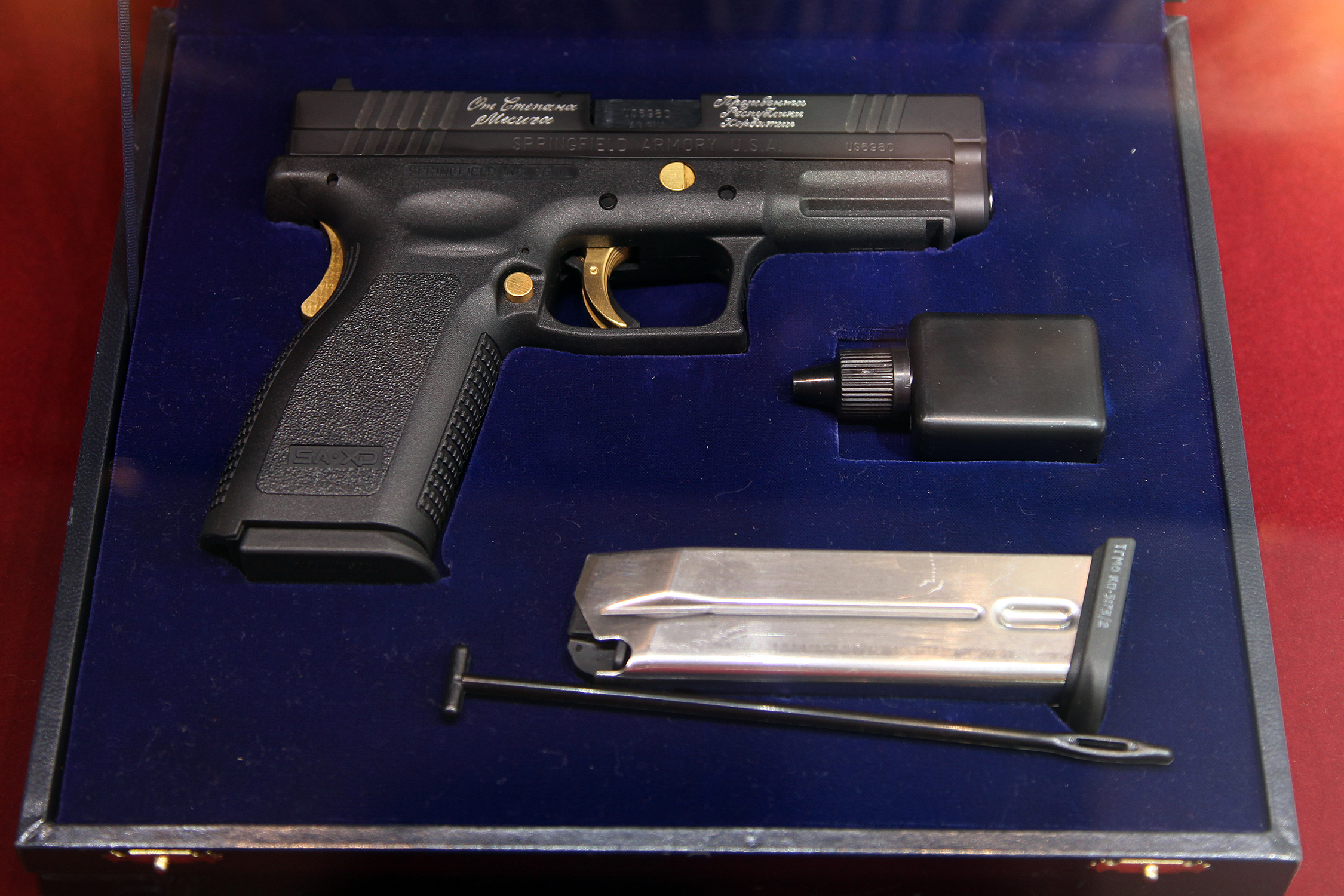
在圖拉國家武器博物館上展出的春田XD制式型手槍，注意其金色扳機、握把式保險和空槍掛機桿軸。

HS2000是短後座行程作用和擊鐵發射的半自動手槍。
除了5英吋戰術型和XDM系列使用了單復進簧式設計以外，大多數HS2000都裝有串聯雙復進簧式設計。它們採用一種聚合物底把加上钢片鑲塊，戰術燈安裝導軌和防止有人意圖扣下的情況外發射的扳機保險。當看到擊針尾突出和裝上了拋光的不鏽鋼和聚合物底座製造的雙排式彈匣的話，白色的擊鐵指示器從套筒的後方彈出，並且警告使用者要注意手槍在待擊狀態。當使用者將一發子彈在膛室內，上膛指示器從套筒的上方、拋殼口的後方彈出，使用者可以看到或摸到以注意安全。手槍在扳機護環後部的兩邊都裝有可以靈巧地使用的彈匣釋放按鈕。手槍的分解方式就是轉動底把左側的槓桿向上，使套筒向底把前方方向拆出。這與西格&紹爾製造的P220手槍系列一樣，採取的是完全一樣的分解機構。
HS2000有點不尋常的地方就是位於握把背後的握把式保險，必需按壓才可發射，可以大大減低走火的機會。這種保險功能目前只會裝在一些舊式的手槍，例如M1911手槍及其衍生型，但很少會有現代手槍使用這種保險。HS2000的握把式保險和CZ 75手槍的不可更換式握把背板都是HS2000最顯著的特點。其他功能還包括一條十分有效的復進簧導桿，它並是一個不明顯的裝置。復進簧導桿的頂頭裝置就在槍管的下方並突出了少許，並保持套筒在直接抵著一個目標時仍能回到閉膛狀態，例如在自衛的情況下零距離抵著敵人的胸部。這可以防止套筒在直接抵著目標時被向後推，因為該裝置代替套筒抵著目標的表面，從而增加了該槍能夠正常運作的機會。
除了扳機和握把式保險以外，HS2000還具有第三個安全保險裝置，就是防跌落保險（英語：Drop Safety）。防跌落保險可以防止擊鐵在該槍不慎摔落或受到各種巨大的撞擊以下釋放並且撞擊底火。除非套筒是完全閉膛，否則仍然在開膛狀態以下都會為求安全而防止射擊。此外，從2008年開始，4英吋和5英吋的XD .45 ACP口徑制式型還可以選擇於底把裝上左右兩邊皆可以拇指靈巧地操作的手動保險與否。目前，這個手動保險的選項可以給9×19毫米、.40 S&W和.45 ACP口徑的XD使用。
原廠標準兩道火扳機的行程為13毫米（0.51英吋），而扣力在5.6—6.7磅力（25—30牛頓）之間。
HS2000是由拋光不鏽鋼連聚合物彈匣底座所製造的左右雙排交錯可拆卸式彈匣供彈。一個HS2000的空彈匣重80克（2.82盎司）。
經過熱處理以後的金屬部分表面會利用一種專利的特尼弗Plus+（Tenifer Plus+）氮化處理過程。這種處理的特點是具有極高的耐磨擦性和耐腐蝕，它會滲入金屬和表面處理部分，甚至在表面以下的一定深度並且變成類似的性質。特尼弗Plus+氮化的處理過程中會產生啞光灰色、無眩光表面和64 HRC等級（相比之下，一顆工業鑽石的評級為70 HRC）和1,200—1,300平方毫米每牛頓（ N/mm2）的抗拉強度。HS2000的這種處理使得它特別適合作為個人隱蔽攜帶的手槍（尤其是其袖珍型），而高聚氯乙烯耐處理並可以減少手槍受到汗水的影響。採用類似表面處理的還有瓦爾特PPS、PPQ、PPX手槍。

### 春田XDM
在2009年的SHOT Show（美國著名槍展）之中，春田公司推出了9×19毫米和.40 S&W口徑的XDM 4.5。克羅地亞HS2000在美國以春田XD推出市面以後，大部份的市場銷售情況優良，在一個龐大的美國市場上有巨大的銷售記錄和收到各種關於春田XD的意見。因此，春田公司運用其研製的技術（主要是在生產其仿製的M1911手槍及其衍生型的時候研製的），大幅改進春田XD並且變成現在的春田XDM。

### 春田XD-S
在2012年1月的SHOT Show（美國著名槍展）之中，春田公司宣布了推出了一款全新的.45 ACP口徑的XD-S。XD-S是XD手槍系列第一款瘦身手槍型號，底把、套筒及槍管的尺寸與其他型號不同，彈匣為單排式。春田XD-S採用了一根3.3英吋（83.82毫米）的短槍管，槍身寬度只有25.4毫米（1英吋），套筒寬度更只有22.86毫米（0.9英吋），按照分司的說法是“極盡苗條之致”。最初只適用於.45 ACP口徑，專門為隱蔽攜帶而設計的。
2018年1月，春田公司推出了春田XD-S .45 ACP口徑的Mod. 2型，意味著XD-S走向Mod. 2化。2019年6月，推出了春田XD-S Mod. 2的.40 S&W口徑型。

### 春田XD Mod. 2
2014年11月，春田公司推出了9×19毫米和.40 S&W口徑的XD Mod. 2。XD Mod. 2外形更加美观，套筒由不鏽鋼打造而成，有全黑和银色两款。
2015年的SHOT Show（美國著名槍展）之中，春田公司又推出了.45 ACP口徑的XD Mod. 2。2015年9月，春田公司在官方網站推出了XD Mod. 2的9×19毫米口徑4英吋（102.5毫米）槍管版本，並命名為XD Mod. 2 4″；原3.3英吋（83.82毫米）的短槍管型被改稱為XD Mod. 2 3.3″。
2016年，春田公司又推出了其4″螺紋槍管型；2017年，又推出了其5″戰術型。
XD Mod. 2旨在藉由一些符合人體工程學的調整，為射手帶來更為舒適的握把。在這3英寸槍管的袖珍型以上最引人注目的是春田公司所宣稱之為握把區域。從本質上而言，握把以上的三個“區域”都分別具有每個區域自身的獨特紋理，促使該槍以上具更堅實的握把。它的握把設計要比原型XD的有著很明顯的突破，並因而具有更為傳統的握把紋理。
區域1，在握把的前部，具有防滑表面，這使得與自己手中較為敏感的部分緊握一起時感覺不明顯。區域2，在握把的後部，具有更為粗糙的紋理，使摩擦力大增和握持時更穩固。區域3，覆蓋著握把以上的所有其他區域，具有適度的紋理，並且用於支援其他兩個區域。
該手槍也具有一套新型瞄準具。春田公司將準星升級為红色光纖準星。而照門仍然是兩點缺口式，雖然它的輪廓已被降低，但仍然是由鋼製成，以使它在套筒以上能夠耐磨使用。

### 春田XD-E
2017年4月，春田公司推出了9×19毫米口徑、3.3″（83.82毫米）槍管的XD-E。XD-E是XD手槍系列第二款瘦身手槍型號，彈匣為單排式。XD-E採用了與XD Mod. 2相似的外形，新增了外置式擊錘和手動保險，扳機改為單／雙動操作，而取消了握把式保險與扳機保險。套筒由不鏽鋼打造而成，有全黑和银色两款。同年11月，春田公司又推出了其.45 ACP口徑型。
2019年1月，春田公司又推出了9×19毫米口徑的3.8″（96.5毫米）槍管型與4.5″（114.3毫米）槍管型。除了槍管（與整體）有所延長（以及相應的加重）以外，其餘功能與3.3"槍管型相同。

## 衍生型
| 型號                    | 重量 含空彈匣         | 重量 含空彈匣             | 全長 | 全長   | 槍管 | 槍管   | 全寛  | 全寛   | 全高                      | 全高                               | 口徑       | 彈匣容量 | 彈匣容量 | 槍身顏色       | 槍身顏色         | 槍身顏色       | 槍身顏色       | 槍身顏色         | 槍身顏色           | 槍身顏色         |
| ----------------------- | --------------------- | ------------------------- | ---- | ------ | ---- | ------ | ----- | ------ | ------------------------- | ---------------------------------- | ---------- | -------- | -------- | -------------- | ---------------- | -------------- | -------------- | ---------------- | ------------------ | ---------------- |
| 型號                    | 盎司                  | 克                        | 英吋 | 毫米   | 英吋 | 毫米   | 英吋  | 毫米   | 英吋                      | 毫米                               | 口徑       | 標準     | 加長型   | 黑色連黑色套筒 | 橄欖色連黑色套筒 | 沙色連黑色套筒 | 灰色連黑色套筒 | 黑色連不鏽鋼套筒 | 橄欖色連不鏽鋼套筒 | 沙色連不鏽鋼套筒 |
| 袖珍型                  | 標準：26 加長：27     | 標準：737.09 加長：765.44 | 6.25 | 158.75 | 3    | 76.2   | 1.2   | 30.48  | 標準：4.75 加長：5.5      | 標準：120.65 加長：139.7           | 9×19毫米   | 10或13   | 16       | 是             | 是               | 否             | 否             | 是               | 否                 | 否               |
| 袖珍型                  | 標準：26 加長：27     | 標準：737.09 加長：765.44 | 6.25 | 158.75 | 3    | 76.2   | 1.2   | 30.48  | 標準：4.75 加長：5.5      | 標準：120.65 加長：139.7           | .40 S&W    | 9        | 12       | 是             | 是               | 否             | 否             | 是               | 否                 | 否               |
| 緊湊型                  | 標準：29 加長：30     | 標準：822.14 加長：850.49 | 7.3  | 185.42 | 4    | 101.6  | 1.22  | 30.99  | 標準：5 加長：5.75        | 標準：127 加長：146.05             | .45 ACP    | 10       | 13       | 是             | 是               | 是             | 否             | 是               | 是                 | 是               |
| 緊湊型                  | 標準：32 加長：33     | 標準：907.18 加長：935.53 | 8.3  | 210.82 | 5    | 127    | 1.22  | 30.99  | 標準：5 加長：5.75        | 標準：127 加長：146.05             | .45 ACP    | 10       | 13       | 是             | 是               | 是             | 否             | 是               | 是                 | 是               |
| 制式型                  | 28                    | 793.79                    | 7.3  | 185.42 | 4    | 101.6  | 1.2   | 30.48  | 5.5                       | 139.7                              | 9×19毫米   | 16       | 不適用   | 是             | 是               | 是             | 否             | 是               | 否                 | 否               |
| 制式型                  | 30                    | 850.49                    | 7.3  | 185.42 | 4    | 101.6  | 1.2   | 30.48  | 5.5                       | 139.7                              | .40 S&W    | 12       | 不適用   | 是             | 是               | 是             | 否             | 是               | 否                 | 否               |
| 制式型                  | 30                    | 850.49                    | 7.3  | 185.42 | 4    | 101.6  | 1.2   | 30.48  | 5.5                       | 139.7                              | .357 SIG   | 12       | 不適用   | 是             | 否               | 否             | 否             | 否               | 否                 | 否               |
| 制式型                  | 30                    | 850.49                    | 7.3  | 185.42 | 4    | 101.6  | 1.2   | 30.48  | 5.5                       | 139.7                              | .45 GAP    | 9        | 不適用   | 是             | 否               | 否             | 否             | 否               | 否                 | 否               |
| 制式型                  | 標準：29 加長：30     | 標準：822.14 加長：850.49 | 7.3  | 185.42 | 4    | 101.6  | 1.22  | 30.99  | 標準：5 加長：5.75        | 標準：127 加長：146.05             | .45 ACP    | 13       | 不適用   | 是             | 是               | 是             | 否             | 是               | 是                 | 是               |
| 開孔型 V-10             | 28                    | 793.79                    | 7.3  | 185.42 | 4    | 101.6  | 1.2   | 30.48  | 5.5                       | 139.7                              | 9×19毫米   | 16       | 不適用   | 是             | 是               | 否             | 否             | 否               | 否                 | 否               |
| 開孔型 V-10             | 30                    | 850.49                    | 7.3  | 185.42 | 4    | 101.6  | 1.2   | 30.48  | 5.5                       | 139.7                              | .40 S&W    | 12       | 不適用   | 是             | 是               | 否             | 否             | 否               | 否                 | 否               |
| 開孔型 V-10             | 30                    | 850.49                    | 7.3  | 185.42 | 4    | 101.6  | 1.2   | 30.48  | 5.5                       | 139.7                              | .357 SIG   | 12       | 不適用   | 是             | 否               | 否             | 否             | 否               | 否                 | 否               |
| 戰術型                  | 29                    | 822.14                    | 8.3  | 210.82 | 5    | 127    | 1.2   | 30.48  | 5.5                       | 139.7                              | 9×19毫米   | 16       | 不適用   | 是             | 是               | 是             | 否             | 否               | 否                 | 否               |
| 戰術型                  | 33                    | 935.53                    | 8.3  | 210.82 | 5    | 127    | 1.2   | 30.48  | 5.5                       | 139.7                              | .40 S&W    | 12       | 不適用   | 是             | 是               | 是             | 否             | 否               | 否                 | 否               |
| 戰術型                  | 33                    | 935.53                    | 8.3  | 210.82 | 5    | 127    | 1.2   | 30.48  | 5.5                       | 139.7                              | .357 SIG   | 12       | 不適用   | 是             | 否               | 否             | 否             | 否               | 否                 | 否               |
| 戰術型                  | 32                    | 907.18                    | 8.3  | 210.82 | 5    | 127    | 1.2   | 30.48  | 5.5                       | 139.7                              | .45 GAP    | 9        | 不適用   | 是             | 否               | 否             | 否             | 否               | 否                 | 否               |
| 戰術型                  | 33                    | 935.53                    | 8.3  | 210.82 | 5    | 127    | 1.22  | 30.99  | 5.75                      | 146.05                             | .45 ACP    | 13       | 不適用   | 是             | 是               | 是             | 否             | 是               | 否                 | 否               |
| XD Mod. 2 3英寸袖珍型   | 標準：26 加長：27     | 標準：737.09 加長：765.44 | 6.25 | 158.75 | 3    | 76.2   | 1.19  | 30.23  | 標準：4.75 加長：5.5      | 標準：120.65 加長：139.7           | 9×19毫米   | 10或13   | 16       | 是             | 否               | 是             | 否             | 是               | 否                 | 否               |
| XD Mod. 2 3英寸袖珍型   | 標準：26 加長：27     | 標準：737.09 加長：765.44 | 6.25 | 158.75 | 3    | 76.2   | 1.19  | 30.23  | 標準：4.75 加長：5.5      | 標準：120.65 加長：139.7           | .40 S&W    | 9        | 10或12   | 是             | 否               | 是             | 否             | 是               | 否                 | 否               |
| XD Mod. 2 3.3英寸袖珍型 | 標準：26 加長：27     | 標準：737.09 加長：765.44 | 6.5  | 165.1  | 3.3  | 83.82  | 1.2   | 30.48  | 標準：4.75 加長：5.5      | 標準：120.65 加長：139.7           | .45 ACP    | 9        | 10或13   | 是             | 否               | 是             | 否             | 是               | 否                 | 否               |
| XD Mod. 2 4英寸制式型   | 27.5                  | 779.61                    | 7.3  | 185.42 | 4    | 101.6  | 1.2   | 30.48  | 5.5                       | 139.7                              | 9×19毫米   | 16       | 不適用   | 是             | 否               | 否             | 是             | 是               | 否                 | 否               |
| XD Mod. 2 4英寸制式型   | 29.5                  | 836.31                    | 7.3  | 185.42 | 4    | 101.6  | 1.19  | 30.23  | 5.5                       | 139.7                              | .40 S&W    | 12       | 不適用   | 是             | 否               | 否             | 否             | 是               | 否                 | 否               |
| XD Mod. 2 4英寸制式型   | 30                    | 850.49                    | 7.3  | 185.42 | 4    | 101.6  | 1.2   | 30.48  | 5.75                      | 146.05                             | .45 ACP    | 13       | 不適用   | 是             | 否               | 否             | 否             | 否               | 否                 | 否               |
| XD Mod. 2 5英寸戰術型   | 29                    | 822.14                    | 8.3  | 210.82 | 5    | 127    | 1.2   | 30.48  | 5.5                       | 139.7                              | 9×19毫米   | 16       | 不適用   | 是             | 否               | 否             | 否             | 是               | 否                 | 否               |
| XD Mod. 2 5英寸戰術型   | 31                    | 878.84                    | 8.1  | 205.74 | 5    | 127    | 1.2   | 30.48  | 5.75                      | 146.05                             | .45 ACP    | 13       | 不適用   | 是             | 否               | 否             | 否             | 否               | 否                 | 否               |
| XD-S Mod. 2 3.3         | 標準：21.5 加長：22.5 | 標準：609.51 加長：637.86 | 6.5  | 165.1  | 3.3  | 83.82  | 0.975 | 24.765 | 標準：4.4 加長：5         | 標準：111.76 加長：127             | .45 ACP    | 5        | 6        | 是             | 否               | 否             | 否             | 否               | 否                 | 否               |
| XDM 4.5                 | 29                    | 907.18                    | 7.6  | 193.04 | 4.5  | 114.3  | 1.18  | 29.97  | 5.75                      | 146.05                             | 9×19毫米   | 19       | 不適用   | 是             | 是               | 否             | 否             | 是               | 否                 | 否               |
| XDM 4.5                 | 30                    | 907.18                    | 7.6  | 193.04 | 4.5  | 114.3  | 1.18  | 29.97  | 5.75                      | 146.05                             | .40 S&W    | 16       | 不適用   | 是             | 是               | 否             | 否             | 是               | 是                 | 否               |
| XDM 4.5                 | 31.2                  | 884.51                    | 7.7  | 195.58 | 4.5  | 114.3  | 1.2   | 30.48  | 5.75                      | 146.05                             | 10毫米Auto | 15       | 不適用   | 是             | 否               | 否             | 否             | 否               | 否                 | 否               |
| XDM 4.5                 | 31                    | 878.84                    | 7.7  | 195.58 | 4.5  | 114.3  | 1.26  | 32     | 5.75                      | 146.05                             | .45 ACP    | 10或13   | 不適用   | 是             | 否               | 否             | 否             | 是               | 否                 | 否               |
| XDM 3.8                 | 29                    | 822.14                    | 6.75 | 171.45 | 3.8  | 96.5   | 1.18  | 29.97  | 5.75                      | 146.05                             | 9×19毫米   | 19       | 不適用   | 是             | 是               | 否             | 否             | 是               | 否                 | 否               |
| XDM 3.8                 | 29                    | 822.14                    | 6.75 | 171.45 | 3.8  | 96.5   | 1.18  | 29.97  | 5.75                      | 146.05                             | .40 S&W    | 16       | 不適用   | 是             | 是               | 否             | 否             | 是               | 否                 | 否               |
| XDM 3.8 緊湊型          | 標準：28 加長：29     | 標準：765.44 加長：793.79 | 6.75 | 171.45 | 3.8  | 96.5   | 1.18  | 29.97  | 標準：4.75 加長：5.75     | 標準：120.65 加長：146.05          | 9×19毫米   | 13       | 19       | 是             | 否               | 否             | 否             | 是               | 否                 | 否               |
| XDM 3.8 緊湊型          | 標準：28 加長：29     | 標準：765.44 加長：793.79 | 6.75 | 171.45 | 3.8  | 96.5   | 1.18  | 29.97  | 標準：4.75 加長：5.75     | 標準：120.65 加長：146.05          | .40 S&W    | 11       | 16       | 是             | 否               | 否             | 否             | 是               | 否                 | 否               |
| XDM 3.8 緊湊型          | 標準：27 加長：28     | 標準：765.44 加長：765.44 | 6.9  | 175.26 | 3.8  | 96.5   | 1.26  | 32     | 標準：4.75 加長：5.75     | 標準：120.65 加長：146.05          | .45 ACP    | 9        | 13       | 是             | 否               | 否             | 否             | 是               | 否                 | 否               |
| XDM 5.25 競賽型         | 29                    | 822.14                    | 8.2  | 208.28 | 5.25 | 133.35 | 1.18  | 29.97  | 5.75                      | 146.05                             | 9×19毫米   | 19       | 不適用   | 是             | 否               | 否             | 否             | 是               | 否                 | 否               |
| XDM 5.25 競賽型         | 32                    | 907.18                    | 8.2  | 208.28 | 5.25 | 133.35 | 1.18  | 29.97  | 5.75                      | 146.05                             | .40 S&W    | 16       | 不適用   | 是             | 否               | 否             | 否             | 是               | 否                 | 否               |
| XDM 5.25 競賽型         | 32.8                  | 929.861                   | 8.3  | 210.82 | 5.25 | 133.35 | 1.2   | 30.48  | 5.75                      | 146.05                             | 10毫米Auto | 15       | 不適用   | 是             | 否               | 否             | 否             | 否               | 否                 | 否               |
| XDM 5.25 競賽型         | 32                    | 907.18                    | 8.3  | 210.82 | 5.25 | 133.35 | 1.26  | 32     | 5.75                      | 146.05                             | .45 ACP    | 10或13   | 不適用   | 是             | 否               | 否             | 否             | 是               | 否                 | 否               |
| XD-S 3.3                | 23                    | 652.04                    | 6.3  | 160.02 | 3.3  | 83.82  | 0.9   | 22.86  | 空槍：4 標準：4.4 加長：5 | 空槍：101.6 標準：111.76 加長：127 | 9×19毫米   | 7        | 8或9     | 是             | 否               | 是             | 是             | 是               | 否                 | 否               |
| XD-S 3.3                | 22                    | 623.69                    | 6.3  | 160.02 | 3.3  | 83.82  | 0.9   | 22.86  | 空槍：4 標準：4.4 加長：5 | 空槍：101.6 標準：111.76 加長：127 | .40 S&W    | 6        | 7或7     | 是             | 否               | 否             | 否             | 是               | 否                 | 否               |
| XD-S 3.3                | 21.5                  | 609.51                    | 6.3  | 160.02 | 3.3  | 83.82  | 0.9   | 22.86  | 空槍：4 標準：4.4 加長：5 | 空槍：101.6 標準：111.76 加長：127 | .45 ACP    | 5        | 6或7     | 是             | 否               | 是             | 否             | 是               | 否                 | 否               |
| XD-S 4.0                | 標準：25 加長：26     | 標準：708.74 加長：737.09 | 7    | 177.8  | 4    | 101.6  | 0.9   | 22.86  | 空槍：4 標準：4.4 加長：5 | 空槍：101.6 標準：111.76 加長：127 | 9×19毫米   | 7        | 8或9     | 是             | 否               | 否             | 否             | 是               | 否                 | 否               |
| XD-S 4.0                | 標準：23.5 加長：24.5 | 標準：666.21 加長：694.56 | 7    | 177.8  | 4    | 101.6  | 0.9   | 22.86  | 空槍：4 標準：4.4 加長：5 | 空槍：101.6 標準：111.76 加長：127 | .45 ACP    | 5        | 6或7     | 是             | 否               | 否             | 否             | 是               | 否                 | 否               |
| XD-E 3.3                | 25                    | 708.74                    | 6.75 | 171.45 | 3.3  | 83.82  | 1     | 25.4   | 標準：5 加長：5.25        | 標準：127 加長：133.35             | 9×19毫米   | 8        | 9        | 是             | 否               | 否             | 否             | 否               | 否                 | 否               |
| XD-E 3.3                | 23                    | 652.04                    | 6.75 | 171.45 | 3.3  | 83.82  | 1     | 25.4   | 標準：5 加長：5.25        | 標準：127 加長：133.35             | .45 ACP    | 6        | 7        | 是             | 否               | 否             | 否             | 否               | 否                 | 否               |
| XD-E 3.8                | 24                    |                           | 7.16 |        | 3.8  | 96.5   | 1     | 25.4   | 標準：5 加長：5.25        | 標準：127 加長：133.35             | 9×19毫米   | 8        | 9        | 是             | 否               | 否             | 否             | 否               | 否                 | 否               |
| XD-E 4.5                | 25                    | 708.74                    | 7.87 |        | 4.5  | 114.3  | 1     | 25.4   | 標準：5 加長：5.25        | 標準：127 加長：133.35             | 9×19毫米   | 8        | 9        | 是             | 否               | 否             | 否             | 否               | 否                 | 否               |

1. 如果對以上型號不滿，用戶還可以從春田公司（英语：Springfield Armory, Inc.）定制工場來進行個人化定製。
2. XD-S以外的所有型號可以使用只有10發容量的彈匣。

## 使用國
| 國家       | 組織名稱                               | 型號    | 數量     | 日期   |
| ---------- | -------------------------------------- | ------- | -------- | ------ |
|            | 波黑軍隊                               | HS-2000 | _        | _      |
| [ 56 ]     | 克羅地亞軍隊                           | _       | _        | _      |
| 捷克       | [ 55 ]                                 | HS-2000 | 70把     | 1999年 |
|            | 多米尼加共和國武裝部隊                 | _       | _        | _      |
| 法國       | 巴黎大眾運輸公司                       | -       | -        | -      |
|            | 警察單位、格魯吉亞陸軍                 | HS-2000 | -        | -      |
| 印度尼西亞 | 印尼武裝部隊                           |         |          |        |
| 伊拉克     | 伊拉克警察                             | HS-2000 | 10,000把 | _      |
| 马来西亚   | 馬來西亞武裝部隊                       | _       | _        | _      |
| 北馬其頓   | 北馬其頓共和國軍隊                     | _       | _        | _      |
| 菲律賓     | [ 55 ]                                 | HS-2000 | 數十把   | 1999年 |
| 泰國       | 泰國皇家武裝部隊                       | _       | _        | _      |
| 英国       | [ 55 ]                                 | HS-2000 | 2,000把  | 1999年 |
| 美国       | 大量地方警察機關（包括芝加哥警察部門） | _       | _        | _      |

## 資料來源

## 外部連結
- （英文）—Agencija Alan—official Croatian distributor for the HS2000
- （英文）—HS-Arms - Information of the distributor for Europe
- （英文）—HS2000 manual.
- （英文）—US Embassy's profile of HS Product
- （英文）—Springfield Armory's XD website
- （英文）—Guide to replacing the trigger components
- （英文）—Modern Firearms & Handguns - HS2000/XD Page（页面存档备份，存于）
- （英文）—Weapon.ge—
  - IM Metal Springfield XD Tactical[]
  - IM Metal Springfield XD Sub-compact（页面存档备份，存于）
  - IM Metal HS2000 / Springfield XD（页面存档备份，存于）
- （英文）—Guns Magazine - Supported Chamber Q&A（页面存档备份，存于）
- （英文）—Springfield Armory's XD-9 A True 21st Century Pistol
- （英文）—Guns Magazine.com—Long Slide Magic
- （英文）—Hi Power and Handguns.com—A Look at the Springfield XD 9（页面存档备份，存于）
- （英文）—Home Defense Weapons.com—Springfield Armory XD and XDM（页面存档备份，存于）
- （英文）—Military, Security and Civilian Guns and Equipment—HS Produkt HS2000 (Springfield XD)（页面存档备份，存于）
- （英文）—The Firearm Blog.com—
  - .460 Rowland conversion kit for Springfield XD（页面存档备份，存于）
  - Review: New Springfield XD-9 Mod.2 Sub-Compact（页面存档备份，存于）
  - SHOT Show 2015: TFB TV Coverage of the XD Mod2 .45ACP with Rob Leatham（页面存档备份，存于）
  - Agencija Alan Croatian Pistols（页面存档备份，存于）
  - Gun Review: Springfield XD Mod.2 .45 ACP（页面存档备份，存于）
  - Springfield Armory® DUEL 3 Promotion Coming Soon（页面存档备份，存于）
  - Springfield Armory® Announces DUEL Prize Packages（页面存档备份，存于）
  - Springfield Armory® to Award $16,000 in Prizes Next Week（页面存档备份，存于）
  - Springfield Armory XD Mod.2 in 4″ Service Model（页面存档备份，存于）
  - Duel 3 Monday Gun Day（页面存档备份，存于）
  - Springfield XD Mod.2 9MM Sub Compact, Now in FDE（页面存档备份，存于）
  - Springfield Armory Launches New XD Mod. 2 Tactical（页面存档备份，存于）
  - Born of necessity: The Balkan War roots of HS Produkt and the Springfield XD（页面存档备份，存于）
- （英文）—The Truth About Guns.com—
  - Everyday Carry Pocket Dump of the Day: Erik（页面存档备份，存于）
  - Show Us Your Favorite Round Contest（页面存档备份，存于）
  - DeSantis Gunhide Question of the Day: What’s The Most Over-Rated Gun?（页面存档备份，存于）
- （英文）—Guns & Ammo.com—First Look: Springfield XD Mod.2 Tactical（页面存档备份，存于）
- （英文）—Handguns Magazine.com—Springfield Armory XD vs XDm（页面存档备份，存于）
- （英文）—Shooting Times.com—
  - Springfield’s XD Keeps On Growing（页面存档备份，存于）
  - Springfield’s Gets little
  - Springfield’s X-Treme Duty Polymer Powerhouse
  - Springfield’s XD Keeps On Growing
- （英文）—Tactical-Life.com—
  - Springer Springfield XD .45ACP（页面存档备份，存于）
  - Springfield XD Tactical .45ACP– A Second Look（页面存档备份，存于）
  - Springfield XD Compact .45 ACP（页面存档备份，存于）
  - Pearce Grip for Springfield XD .45ACP（页面存档备份，存于）
  - Crimson Trace’s Springfield XD Lasergrips（页面存档备份，存于）
  - Crimson Trace: Lasergrips for Springfield XD .45 ACP（页面存档备份，存于）
  - Top 10 Guns Of Combat Handguns For 2013（页面存档备份，存于）
  - Top 10 Guns & Weapons For Law Enforcement Duty Guns（页面存档备份，存于）
  - 11 Street-Ready Handguns For Law Enforcement（页面存档备份，存于）
  - 11 Top Striker-Fired Pistols For Law Enforcement（页面存档备份，存于）
  - Springfield Releases New Commercial For XD Mod.2 Sub-Compact（页面存档备份，存于）
  - Croatian Combat Pistols From HS Produkt, Springfield（页面存档备份，存于）
  - First Look: Springfield’s New 9mm XD Mod.2 4″ Service Model（页面存档备份，存于）
  - First Look: Springfield’s New 9mm XD Mod.2 4″ Service Model（页面存档备份，存于）
  - Exclusive Video: Springfield Armory’s New XD Mod.2 4” Service Model（页面存档备份，存于）
  - LEO Strikers: 11 Compact Striker-Fired Pistols（页面存档备份，存于）
  - 56 of the Best Pistols From Specials Weapons Magazine in 2015
  - Springfield Armory Unveils XD Mod.2 Tactical Model（页面存档备份，存于）
  - Gun Test: Springfield’s 9mm XD Mod.2 4” Service Model（页面存档备份，存于）
- （英文）—Personal Defense World.com—
  - Springfield Supremacy – XD Pistols（页面存档备份，存于）
  - Springfield Armory’s XD Mod.2 Sub-Compact | VIDEO（页面存档备份，存于）
  - CrossBreed Introduces Holster Selection for the Springfield Armory XD Mod.2（页面存档备份，存于）
  - Springfield Range Officer Compact, XD Mod.2: New For 2015 | VIDEO（页面存档备份，存于）
  - Top 12 Concealed Carry Pistols（页面存档备份，存于）
  - 2 Carry Options For The Springfield XD Mod.2（页面存档备份，存于）
  - Gun Review: Springfield Armory’s XD Mod.2 Sentinels（页面存档备份，存于）
  - TALON Grips Launches Redesign of Springfield XD Grips（页面存档备份，存于）
  - Springfield Armory DUEL 3 Promotion Coming Soon（页面存档备份，存于）
  - Springfield Armory Announces DUEL 3 Prize Packages（页面存档备份，存于）
  - DUEL 3: Springfield Armory to Award $16,000 in Prizes Next Week（页面存档备份，存于）
  - Concealed Carry Comparison: Boberg XR45-S vs Springfield XD Mod.2（页面存档备份，存于）
  - Springfield Armory Launches ‘Gear Up & Go’ Promotion（页面存档备份，存于）
  - Springfield Armory Unveils the 4-Inch Service Model XD Mod.2（页面存档备份，存于）
  - Springfield’s XD 5-Inch Compact: Reimagined Concealed Carry（页面存档备份，存于）
  - 40 Autopistols From CONCEALED CARRY HANDGUNS 2016
  - Springfield’s Mod Squad: Meet The New Subcompact XD Mod.2 Pistols（页面存档备份，存于）
  - Xtra Duty: Springfield’s XD Mod.2 Service Model（页面存档备份，存于）
  - 30 Concealed Carry Handguns To Jumpstart Your Personal Defense（页面存档备份，存于）
  - 25 Compact Carry Handguns For Self-Defense
  - 27 Full-Sized Pistols From COMBAT HANDGUNS In 2015（页面存档备份，存于）
  - 6 Affordable Compact Pistols（页面存档备份，存于）
  - Springfield Armory Launches Three New XD Mod.2 Sub-compact Pistols（页面存档备份，存于）
  - 14 Best Double Stack Subcompact Pistols For Deep Concealment（页面存档备份，存于）
- （英文）—American Rifleman.org—
  - The State of the XD（页面存档备份，存于）
  - Springfield Armory XD 45（页面存档备份，存于）
  - Springfield Introduces 3" Subcompact XD Mod.2（页面存档备份，存于）
  - Springfield XD Mod.2 with GripZone（页面存档备份，存于）
  - Springfield XD Mod.2 in .45 ACP（页面存档备份，存于）
  - Review: Springfield XD Mod.2 Subcompact（页面存档备份，存于）
- （俄文）—Энциклопедия Вооружений－ИМ Метал ХС2000 (IM Metal HS2000)（页面存档备份，存于）
- （简体中文）—《轻兵器》—手枪新宠——XD系列手枪（页面存档备份，存于）
- （繁體中文）—Civilian Gunner—Springfield XD（页面存档备份，存于）